# Prosopis argentina
El algarrobo de guanaco (Prosopis argentina) es una especie arbórea baja perteneciente al género de fabáceas Prosopis. Habita en el centro-sur de Sudamérica.  

## Distribución
Se distribuye en regiones áridas del oeste de la Argentina, país del cual es endémico.

## Características
Es un arbusto espinoso o pequeño árbol (en los médanos), de hasta 4 m de altura y hasta 15 m de diámetro de copa, generalmente menos. Desarrolla extensos matorrales formados por colonias coalescentes, ya que las abundantes ramas basales generan raíces gemíferas al apoyarse en el suelo, adaptación que le permite sobrevivir a los frecuentes sepultamientos de la arena. Las flores son amarillas y se presentan en número de 20 a 50 en racimos axilares, los que poseen de 4 a 7 cm de longitud total. El fruto es una legumbre carnosa, recta o ligeramente falcada, de color rojo rubí (brillante al madurar), de 5 a 13 cm de largo.

## Taxonomía
Prosopis argentina fue descrito en el año 1937 por el botánico argentino Arturo Eduardo Burkart.
Etimología
Etimológicamente, el nombre genérico Prosopis proviene del griego antiguo y podría significar ‘hacia la abundancia’ ("pros" = ‘hacia’ y "Opis" = ‘diosa de la abundancia y la agricultura’). El nombre específico argentina refiere al país de origen.